# Agrarna reforma
Agrarna reforma je skup mjera usmjeren na redistribuciju agrarnih resursa jedne zemlje. U širem smislu agrarna reforma uključuje i promjene u poljoprivrednim institucijama, kao i u oporezivanju, kreditiranju, rentama, zadrugama i slično.

## Poveznice
- Agrarna reforma u Kraljevini Srbiji
- Agrarna reforma u prvoj Jugoslaviji
- Agrarna reforma u drugoj Jugoslaviji